# 南雲明彦
南雲 明彦（なぐも　あきひこ、1984年11月26日 - ）は、日本の講演家。新潟県湯沢町出身。川崎特区明蓬館高等学校の共育コーディネーター、株式会社システムブレーンの専属講師。

## 略歴
学習障害の一種であるディスレクシアを抱える。21歳の時、学習障害の問題に取り組むNPO法人関係者の指摘で、ディスレクシアであることを自覚する。2012年、人間力大賞2012にて厚生労働大臣奨励賞と東京商工会議所奨励賞を受賞する。

## 講演家としての活動
「ハートをつなごう」（NHK教育テレビ）への出演や「埼玉新聞」をはじめとする数々の新聞に取り上げられる。この過程で、講師派遣会社である株式会社システムブレーンからスカウトを受け、同社の専属講師になる。講演活動を多い時には年100回行う。

## 著書
- 『庭に小さなカフェをつくったら、みんなの居場所になった。』（共著/ぶどう社） ISBN 978-4892402395
- 『治ってますか？発達障害』（共著/花風社）ISBN 978-4907725945
- 『LDは僕のID —字が読めないことで見えてくる風景』（中央法規出版）ISBN 978-4805836743
- 『僕は、字が読めない。〜読字障害(ディスレクシア)と戦いつづけた南雲明彦の24年〜』（小菅宏/集英社インターナショナル）ISBN 978-4797671933
- 『泣いて、笑って、母でよかった〜読字障害・南雲明彦と母・信子の9200日〜』（小菅宏/WAVE出版）ISBN 978-4872905052
- 『断ちきれない絆〜読字障害(ディスレクシア)・南雲明彦発言集』（小菅宏/宝島社）ISBN 978-4796687430
- 『私たち、発達障害と生きてます〜出会い、そして再生へ〜』（共著/ぶどう社）ISBN 978-4892401978

## 新聞掲載
- 埼玉新聞（2007年2月7日、14日、21日　28日）
- 毎日新聞（2008年8月18日）
- 朝日新聞（2009年2月23日、10月16日）
- 新潟日報（2009年9月7日、2010年5月5日、2011年1月16日）
- 読売新聞（2009年12月12日、2012年1月5日）
- 福祉新聞（2010年6月7日）
- 西多摩新聞（2011年6月24日）
- 茨城新聞（2011年8月10日）
- 中日新聞（2012年9月8日）

## テレビ出演
- ハートをつなごう（NHK教育テレビ） 2007年4月30日 - 5月1日
- 四国放送　2010年12月4日
- 情報プレゼンター とくダネ!2011年6月14日
- あさイチ (NHK総合テレビ) 2018年1月24日